# Casse di colmata
Le casse di colmata sono tre isole artificiali della Laguna di Venezia realizzate con il materiale di scavo proveniente dalla costruzione del canale dei Petroli. Localizzate subito a sud di Fusina, sono lambite a est dal canale dei Petroli e a sud dal canale Tagliata Nuova. Appartengono ai comuni di Mira e, in misura minore, di Venezia.

## Storia
Dal 1963 il materiale risultante dallo scavo del canale dei Petroli fu utilizzato per realizzare delle isole artificiali dove avrebbe trovato posto la terza area industriale di Porto Marghera. Secondo il progetto originario, avrebbe dovuto essere interrata tutta l'area barenicola compresa tra Marghera e Chioggia.
Nel 1969 i lavori vennero sospesi e definitivamente bloccati con la Legge Speciale per Venezia del 1973, ma a quel punto erano già stati sversati circa venti milioni di metri cubi di materiale.

## Geografia
Le casse sono denominate, da nord a sud, "A", "B" e "D-E". Si estendono su una quota media di 2 m s.l.m. e su 11,36 km² di superficie.
La realizzazione delle casse ha sottratto spazio all'espansione dell'onda di marea, influendo sia sull'altezza dell'acqua alta, sia sul ricambio idrico. Per poter ovviare a questo problema, il Consorzio Venezia Nuova ha realizzato lo scavo dei canali Taglio Vecchio e Mattoni nella cassa "D-E" e i canali Volpego e Fiumesino nella cassa "B". La cassa "A" è attraversata dal canale dell'Avesa, che è tuttavia isolato dall'ambiente circostante perché completamente arginato.
Oggi le casse di colmata rappresentano dei biotopi di grande importanza soprattutto per la presenza di rare specie di uccelli.